# Polyblastia microcarpa
Polyblastia microcarpa är en lavart som först beskrevs av Johann Franz Xaver Arnold, och fick sitt nu gällande namn av Lettau. Polyblastia microcarpa ingår i släktet Polyblastia och familjen Verrucariaceae.   Inga underarter finns listade i Catalogue of Life.